# فيل إيفانز
فيل إيفانز (بالإنجليزية: Phil Evans)‏ (12 يوليو 1980 بكارديف في المملكة المتحدة - ) هو مدرب كرة قدم ولاعب كرة قدم بريطاني وجنوب أفريقي في مركزي الوسط والظهير. شارك مع منتخب جنوب أفريقيا لكرة القدم. أما مع النوادي، فقد لعب مع بيدفيست ويتس وسوبر سبورت يونايتد وتاندا رويال زولو ‏ وArcadia Shepherds F.C. ‏.

## وصلات خارجية
- فيل إيفانز على موقع قاعدة بيانات كرة القدم.إي يو (الإنجليزية)
- فيل إيفانز على موقع ناشيونال فوتبول تيمز (الإنجليزية)